# Џејсон Демерс
Џејсон Демерс (енгл. Jason Demers — Дорвал, 9. јун 1988) професионални је канадски хокејаш на леду који игра на позицијама одбрамбеног играча.
Члан је сениорске репрезентације Канаде за коју је на међународној сцени дебитовао на светском првенству 2017. када је канадски тим освојио сребрну медаљу.
Учествовао је на улазном драфту НХЛ лиге 2008. где га је као 186. пика у седмој рунди одабрала екипа Сан хозе шаркса. Током НХЛ каријере играо је за Сан Хозе шарксе и Далас старсе, а од 2016. наступа за Флорида пантерсе. У време локаута у сезони 2012/13. одиграо је 30 утакмица за фински Оулун Керпет са којим је освојио и трофеј победника Шпенглеровог купа 2012. године.